# Massa d'Albe
Massa d'Albe es un municipio situado en el territorio de la Provincia de L'Aquila, en Abruzos (Italia).

## Demografía
| Gráfica de evolución demográfica de Massa d'Albe entre 1861 y 2001 |
|                                                                    |
| fuente ISTAT - elaboración gráfica a cargo de Wikipedia            |

- Datos: Q50107
- Multimedia: Massa d'Albe / Q50107

1. ↑  Worldpostalcodes.org, código postal n.º 67050.
2. ↑  «Codici Catastali». Comuni-italiani.it (en italiano). Consultado el 29 de abril de 2017.